# Ясная Поляна (Карасукский район)
Ясная Поляна — упразднённая деревня в Карасукском районе Новосибирской области. Располагалась на территории современного Октябрьского сельсовета. Упразднена в 1963 году.

## География
Располагалась в 6 км к востоку от села Октябрьское у озера Солёное.

## История
Основана в 1913 г. В 1928 г. выселок Ясная Поляна состоял из 51 хозяйства. В составе Ново-Ивановского сельсовета Ново-Алексеевского района Славгородского округа Сибирского края.

## Население
По Переписи 1926 г. в посёлке проживало 245 человек (117 мужчин и 128 женщин), основное население — русские.